# Tabaporã
Tabaporã är en kommun i Brasilien.   Den ligger i delstaten Mato Grosso, i den centrala delen av landet, 1 100 km nordväst om huvudstaden Brasília. Antalet invånare är 9 917. Arean är 8 225 kvadratkilometer.
Terrängen i Tabaporã är huvudsakligen platt, men österut är den kuperad.
I omgivningarna runt Tabaporã växer i huvudsak städsegrön lövskog. Trakten runt Tabaporã är nära nog obefolkad, med mindre än två invånare per kvadratkilometer.